# Leo Steel
Leo Steel, ook wel bekend als Léon Steel, (Stekene, 1878 - Sleidinge, 1938) was een Belgische kunstschilder.
Steel groeide op in de levenssfeer van schilders: zowel zijn vader als zijn grootvader waren ambachtslui die woningen verfraaiden met verf, kwasten en penselen. Het talent van Leo kwam reeds op jonge leeftijd tot uiting hetgeen ertoe leidde dat hij lessen ging volgen aan de Stedelijke Academie voor Schone Kunsten in Sint-Niklaas  alsook aan de Kunstacademie van Antwerpen. Na zijn studie richtte hij met toelagen van de Antwerpse Academie een eigen atelier op.
In 1904, op 26-jarige leeftijd, kwam hij in Sleidinge wonen en trad hij in het huwelijk met Zulma Van De Walle die zelf een schildersdochter was. Uit deze gemeenschap werden zijn zonen Georges (1923-2010), Etienne (1910-1971) en Albert geboren, die in navolging van vader Leo ook schildersactiviteiten ontwikkelde.
Ingevolge de gunsten die hem verleend werden door de familie Borreman, kon hij zich in 1910 een studiereis naar Italië veroorloven. Dit stelde hem in de gelegenheid kopieën te schilderen van Fra Angelico's werk, in het klooster van Sint-Marco te Florence.
Leo Steel was zeer productief. Hij schilderde vooral portretten, landschappen, en kerkelijke kunst. Een deel van zijn oeuvre vertoont sterke gelijkenis met de werken der 17e-eeuwse meesters.
In 1963 maakte Joris Van Osselaer een bronzen buste die Leo voorstelde, en die geplaatst werd op het kerkplein van Steel's thuishaven: Sleidinge. Vanaf het jaar 2000 werd dit borstbeeld overgebracht naar het cultuurcentrum van Evergem-Sleidinge. In deze gemeente ligt een naar Leo Steel genoemde fietsroute met een lengte van 40 kilometer: het zogenaamde Leo Steelpad. Er werd ook een straat naar hem genoemd: de Leo Steelstraat.

## Werken (Selectie)
- Kruisweg in de Heilig Kruiskerk te Stekene (1903);
- Kruisweg in de Onze-Lieve-Vrouw van Bijstandkerk te Aalst (1908);
- De 7 weeën van Onze-Lieve-Vrouw in de Onze-Lieve-Vrouw van Bijstandkerk te Aalst (1909);
- Kruisweg in de Sint-Amandskerk te Denderleeuw (1919);
- Muurschilderingen en kruisweg in het cultuurcentrum Het Sanderushuis te Sleidinge (1929);
- Portret van E.M. Renilde in het klooster der Zwartzusters te Aalst (1933);
- Portret van Grootjuffrouw Julia van Hoorebeke in het Groot Begijnhof Sint-Elisabeth te Sint-Amandsberg (1934);
- Schilderij De Aanbidding der Wijzen in de Sint-Vincentiuskerk te Eeklo (1934);
- Schilderij De Blijde Intocht in Jeruzalem in de Sint-Vincentiuskerk te Eeklo (1934);
- Portret van Grootjuffer E. De Sutter in het Begijnhof O.-L.-Vrouw ter Hoyen te Gent (1937);
- Kruisweg voor de kerk van Zomergem;
- Kruisweg voor de kerk der Zusters van Liefde te Sint-Truiden;
- Retabel in de Sint-Jozefskerk te Aalst;
- Schilderij De Boerenkrijg in het Stadhuis te Lokeren;
- Kruisweg in de kerk van Saint-Servais;
- Portret van Moeder Augusta De Blieck, overste in het klooster der Zwartzusters te Aalst (Mijlbeek);
- Portret van Pater Eugeen Borreman S.J., bestuurder van het Sint-Jozefscollege te Aalst;
- Portret van Clémens Borreman, directeur van de Hospitaalzusters te Aalst.